# Обыкновенный страус
Обыкновенный страус, или североафриканский страус (лат. Struthio camelus camelus), — номинативный подвид  африканского страуса. Распространён в Северной Африке от Марокко до Эфиопии и Уганды. Обыкновенный страус имеет красный окрас кожи шеи и бедра, а также имеет лысину на макушке:1285. Яйца у подвидов африканского страуса тоже отличаются; у обыкновенного страуса яйцо имеет тонкие расходящийся лучами в виде звезды поры:1285.